# 북아메리카갈색레밍
북아메리카갈색레밍(Lemmus trimucronatus)은 비단털쥐과에 속하는 설치류의 일종이다. 작은 북아메리카 레밍이다. 원래는 시베리아갈색레밍()에 포함되었지만, 현재는 별도의 종으로 간주한다.

## 특징
북아메리카갈색레밍은 갈색을 띠고 등과 엉덩이 쪽은 불그스레한 갈색을 띠는 반면에 머리와 어깨는 회색이다. 겨울에 털은 더 길어지고 회색으로 변한다. 암컷 몸 길이는 평균 12.5cm, 몸무게는 58g인 반면에 수컷의 몸 길이는 평균 13cm, 몸무게는 68g 정도이다. 다른 레밍처럼 작은 귀와 짧은 다리, 아주 짧은 꼬리를 갖고 있다. 발과 발바닥, 발가락은 거센 털로 덮여 있고, 굴을 파기 좋도록 적응되어 있다.

## 서식지
북아메리카레밍은 캐나다 북부(누나부트 준주와 노스웨스트 준주, 유콘 준주)와 미국 알래스카주의 툰드라 지역에서 발견된다. 밴쿠버섬과 같은 아주 남단의 브리티시컬럼비아주 서부 해안에서도 발견된다. 풀 새싹을 주로 먹고, 툰드라 풀과 사초속 풀, 이끼, 나무껍질, 열매, 지의류, 뿌리를 먹기도 한다. 포식자는 대부분의 육식동물과 일부 조류가 포함되며, 일부 증거에 의하면 순록도 레밍을 먹는 것으로 추정된다. 갈색레밍이 줄어 들면, 북극여우와 같은 일부 포식자들이 감소될 수 있다.